# Jonesboro (Georgia)
Jonesboro is een plaats (city) in de Amerikaanse staat Georgia, en valt bestuurlijk gezien onder Clayton County.

## Demografie
Bij de volkstelling in 2000 werd het aantal inwoners vastgesteld op 3829.
In 2006 is het aantal inwoners door het United States Census Bureau geschat op 3898, een stijging van 69 (1.8%).

## Geografie
Volgens het United States Census Bureau beslaat de plaats een oppervlakte van
6,8 km², waarvan 6,7 km² land en 0,1 km² water. Jonesboro ligt op ongeveer 288 m boven zeeniveau.

## Plaatsen in de nabije omgeving
De onderstaande figuur toont nabijgelegen plaatsen in een straal van 12 km rond Jonesboro.